# 富尔达布吕克
富尔达布吕克（德語：Fuldabrück，意为“福達河桥”）是德国黑森州的一个市镇。总面积17.85平方公里，总人口8682人，其中男性4250人，女性4432人（2011年12月31日），人口密度486人/平方公里。